# Erigone hydrophytae
Erigone hydrophytae är en spindelart som beskrevs av Ivie och Barrows 1935. Erigone hydrophytae ingår i släktet Erigone och familjen täckvävarspindlar. Inga underarter finns listade i Catalogue of Life.